# Pseudophilomedes ferulanus
Pseudophilomedes ferulanus är en kräftdjursart som beskrevs av Louis S. Kornicker 1958. Pseudophilomedes ferulanus ingår i släktet Pseudophilomedes och familjen Philomedidae. Inga underarter finns listade i Catalogue of Life.